# Новорешетовский сельсовет
Новорешетовский сельсовет — сельское поселение в Кочковском районе Новосибирской области Российской Федерации.
Административный центр — посёлок Новые Решеты.

## История
Статус и границы сельского поселения установлены Законом Новосибирской области от 2 июня 2004 года № 200-ОЗ «О статусе и границах муниципальных образований Новосибирской области»

## Население
| 2002 | 2010 | 2012 | 2013 | 2014 | 2015 | 2016 |
| ---- | ---- | ---- | ---- | ---- | ---- | ---- |
| 944  | ↘781 | ↘754 | ↘725 | ↘704 | ↘700 | ↗702 |
| 2017 | 2018 | 2019 | 2020 | 2021 |      |      |
| ↘699 | ↘688 | ↘677 | ↘663 | ↘636 |      |      |

## Состав сельского поселения
| № | Населённый пункт | Тип населённого пункта          | Население |
| - | ---------------- | ------------------------------- | --------- |
| 1 | Новые Решёты     | посёлок, административный центр | ↘558      |
| 2 | Покровка         | посёлок                         | ↘107      |
| 3 | Советский        | посёлок                         | ↘116      |